# IJslandse brilduiker
De IJslandse brilduiker (Bucephala islandica) is een vogel uit de familie van de duikeenden. Hij lijkt sterk op de brilduiker, maar de IJslandse brilduiker broedt binnen Europa alleen in IJsland.

## Kenmerken
Zoals bij veel eendensoorten verschillen mannetje en vrouwtje sterk in uiterlijk. De mannelijke vogel heeft een sikkelvormige witte vlek voor het oog. De kop is purperglanzend. Het vrouwtje heeft een minder opvallend verenkleed met grijs en bruin, en een roodbruine kop (zonder witte vlek). De lichaamslengte bedraagt 53 cm.

## Leefwijze
Deze vogel voedt zich voornamelijk met insecten, weekdieren en schaaldieren.

## Verspreiding en leefgebied
De IJslandse brilduiker komt vooral voor in Alaska, westelijk Canada en het noordwesten van de Verenigde Staten. Daarnaast ook nog in veel kleiner aantal in het oosten van Canada en in IJsland. Deze eend leeft vooral nabij zoetwatermeren, maar ook aan snelstromende rivieren. Hij is ook regelmatig te vinden op afgeschermde zeebaaien.

## Voortplanting
De IJslandse brilduiker legt ongeveer 8-14 lichtgroene eieren in een hol tussen de rotsen. Ze worden uitgebroed door het vrouwtje in 28-30 dagen. De jongen zijn erg actief.

## Status
De grootte van de populatie is in 2019 geschat op 175-200 duizend volwassen vogels. Op de Rode lijst van de IUCN heeft deze soort de status niet bedreigd.